# 奥香落温泉
奥香落温泉（おくこうちおんせん）は、奈良県宇陀郡曽爾村（奈良県北東部）にある温泉。
現在は後述のように、温泉施設が廃業している。したがって、当温泉に入浴することはできない。

## 泉質
ナトリウム - 炭酸水素塩泉

## 温泉地
室生火山帯から温泉を引く一軒宿「奥香落山荘」が存在したが、2013年1月に閉館した。

## 温泉近くの名所・旧跡 観光地
- 室生寺
- 香落渓

## アクセス
- バスで、近鉄大阪線名張駅から40分、曽爾横輪下車、徒歩15分
- 車で、名阪国道（国道25号）針ICから国道369号、県道81号経由35km、40分
- 地図